# Вівіан Джонс
Вівіан Хуаніта Малоун Джонс (англ. Vivian Juanita Malone Jones; 15 липня 1942 — 13 жовтня 2005) була однією з перших темношкірих студенток, які вступили до Університету Алабами в 1963 році, а в 1965 році вона стала першою темношкірою випускницею цього університету. Ця дівчина стала відомою після того, як губернатор штату Алабама Джордж Воллес прагнув зупинити расову інтеграцію в університеті та намагався завадити вступу Вівіан до навчального закладу.

## Раннє життя
Вівіан Джонс народилася в місті Мобіл, штат Алабама, в 1942 році і була четвертою із восьми дітей. Батьки Вівіан дали змогу всім своїм дітям навчатися в коледжі. Старші брати навчалися в університеті Таскігі. Також батьки брали активну участь у захисті громадянських прав,  брали участь заходах, які пропагували рівність та десегрегацію. У підлітковому віці Вівіан часто брала участь у таких заходах. Джонс відвідувала центральну середню школу, у лютому 1961 року вона вступила до Алабамського аграрно-механічного університету, одного з небагатьох навчальних закладів для чорношкірих студентів у штаті. Після двох років навчання, отримала ступінь бакалавра в галузі бізнес-освіти. Але Вівіан хотіла отримати освіту бухгалтера, для цього їй потрібно було перевестися до іншого університету.

## Університет Алабами
У 1961 році Джонс дізналася, що у філіалі університету Алабами у Мобілі планують провести десегрегацію. Завдяки своїй успішності у навчанні, Вівіан змогла подати заяву на вступ. Щонайменше 200 темношкірих студентів подали заяви, але всі вони були відхилені. Після подачі заяви до навчального закладу, до сім'ї Вівіан прийшли двоє чоловіків, які стверджували, що вони представники штату Алабама та наголосили на тому, що спроба її вступу до університету може спровокувати помсту з боку місцевого білого населення. Але це не зупинило Вівіан і в 1963 році вона отримала дозвіл окружного суду на вступ до університету Алабами.
11 червня 1963 року Вівіан Джонс і Джеймс Гуд у супроводі заступника генерального прокурора Сполучених Штатів прибули до кампусу Університету Алабами з наміром вступити, де на них уже чекав губернатор штату Джордж Воллес в супроводі військовослужбовців. Воллес відмовився пропускати на територію навчального закладу Джонс і Гуда, тоді заступник генпрокурора звернувся за допомогою до Президента США Джона Ф. Кеннеді. В той же день, за наказом Президента, військовослужбовці супроводжували Джонс та Гуда до аудиторії, губернатору Воллесу довелося відступити. В 1965 році Вівіан Джонс закінчила навчальний заклад та отримала диплом бакалавра.

## Життя після навчання
Попри успіхи в університеті, Вівіан не отримувала жодних пропозицій роботи в Алабамі. Пізніше вона почала працювати у відділі громадянських прав Міністерства юстиції США, де працювала аналітиком. Вівіан Джонс отримала також ступінь магістра державного управління в університеті Джорджа Вашингтона. Потім вона влаштувалася на роботу спеціалістом по роботі з персоналом у центральному офісі Міністерства у справах ветеранів США. В 1965 році Вівіан брала участь у підписанні закону, який забороняє расову дискримінацію під час голосування.
У серпні 1977 року вона була призначена на посаду виконавчого директора освітянського проєкту для  виборців щодо захисту своїх громадянських прав. Завдяки цьому проекту вже до 1978 року було надано допомогу в реєстрації близько 3 мільйонам виборців. Потім і аж до виходу на пенсію Вівіан працювала в Агенції з охорони довкілля США. Після виходу на пенсію в 1996 році, Вівіан Джонс почала займатися страхуванням життя.

## Особисте життя
Вівіан Джонс була одружена з Маком Артуром Джонсом, лікарем-акушером, який помер у 2004 році. Зять Вівіан, Ерік Голдер, був генеральним прокурором США. Її племінник Джефф Джонс — американський професійний баскетболіст та тренер.
Вівіан Джонс померла від інсульту у віці 63 років 13 жовтня 2005 року в лікарні Атланти. Вівіан мала сина, дочку, трьох онуків, чотирьох сестер і трьох братів.

## Визнання
Поява Вівіан Джонс і Джеймса Гуда в Університеті Алабами було зображено у фільмі «Форрест Гамп» (1994 р.).
У 2018 році на честь Вівіан названо вулицю в центрі міста Мобіл.

## Примітка
1. 1 2 3  Find a Grave — 1996.
2. ↑  Smith J. C. Notable Black American Women
3. ↑  Editors, Biography com. George C. Wallace. Biography (амер.). Процитовано 30 червня 2022.
4. ↑  Internet Archive, Albert P.; Zangrando, Robert L. (1991). Civil rights and African Americans : a documentary history. Evanston, Ill. : Northwestern University Press. ISBN 978-0-8101-0920-9.
5. ↑  USATODAY.com - Ala. segregation date approaches. usatoday30.usatoday.com. Процитовано 30 червня 2022.
6. ↑  George Wallace and His Circle | American Experience | PBS. www.pbs.org (англ.). Процитовано 30 червня 2022.
7. ↑  G4 Vivian Malone. Hilary N. Green, PhD (англ.). Архів оригіналу за 20 лютого 2022. Процитовано 30 червня 2022.
8. ↑  USATODAY.com - Civil rights pioneer Vivian Jones dies. usatoday30.usatoday.com. Процитовано 30 червня 2022.
9. ↑  Magazine, Smithsonian; Wulf, Karin. For Generations, Black Women Have Envisioned a Better, Fairer American Politics. Smithsonian Magazine (англ.). Процитовано 30 червня 2022.
10. 1 2  Vivian Malone Jones. NAACP Legal Defense and Educational Fund (амер.). Процитовано 30 червня 2022.
11. ↑  Martin, Douglas (14 жовтня 2005). Vivian Malone Jones, 63, Dies; First Black Graduate of University of Alabama. The New York Times (амер.). ISSN 0362-4331. Процитовано 30 червня 2022.
12. ↑  Holley, Joe (14 жовтня 2005). Vivian Malone Jones Dies; Integrated U-Ala (амер.). ISSN 0190-8286. Процитовано 30 червня 2022.
13. ↑  F.G. at George Wallace standoff (укр.), процитовано 30 червня 2022